# ألكسندر روغوف
ألكسندر روغوف هو لاعب كرة قدم روسي في مركز الوسط، ولد في 4 يونيو 1986 في موسكو في روسيا. لعب مع دينامو موسكو.